# Округ Џексон (Луизијана)
Џексон (енгл. Jackson Parish) је округ у америчкој савезној држави Луизијана.

## Демографија
По попису из 2010. године број становника је 16.274, што је 877 (5,7%) становника више него 2000. године.
| Група             | 2000.          | 2010.          |
| Белци             | 10.887 (70,7%) | 10.989 (67,5%) |
| Афроамериканци    | 4.291 (27,9%)  | 4.853 (29,8%)  |
| Азијати           | 33 (0,2%)      | 28 (0,2%)      |
| Хиспаноамериканци | 94 (0,6%)      | 209 (1,3%)     |
| Укупно            | 15.397         | 16.274         |